# راي باترسون
راي باترسون (15 يناير 1922 في الولايات المتحدة - 3 أغسطس 2011 في الولايات المتحدة) (بالإنجليزية: Ray Patterson)‏ هو مدرب كرة سلة ولاعب كرة سلة أمريكي في مركز الوسط. لعب مع Wisconsin Badgers ‏.

## وصلات خارجية
- راي باترسون على موقع سبورتس رفرنس (الإنجليزية)